# Lípa malolistá
Lípa malolistá, též lípa srdčitá (Tilia cordata), je statný strom z čeledi slézovitých.

## Synonyma
- Tilia ulmifolia Scopoli, 1771
- Tilia europaea Linné, 1753 subsp. parvifolia Ehrhart, 1780
- Tilia parvifolia (Ehrhart, 1780) Ehrhart ex Hoffmann, 1791
- Tilia bohemica Opiz, 1852
- Tilia betulifolia Hoffmann ex Bayer, 1862
- Tilia sibirica Bayer, 1862
- Tilia silvestris Desfontaines ex Bonnier & Layens, 1894

## Vzhled

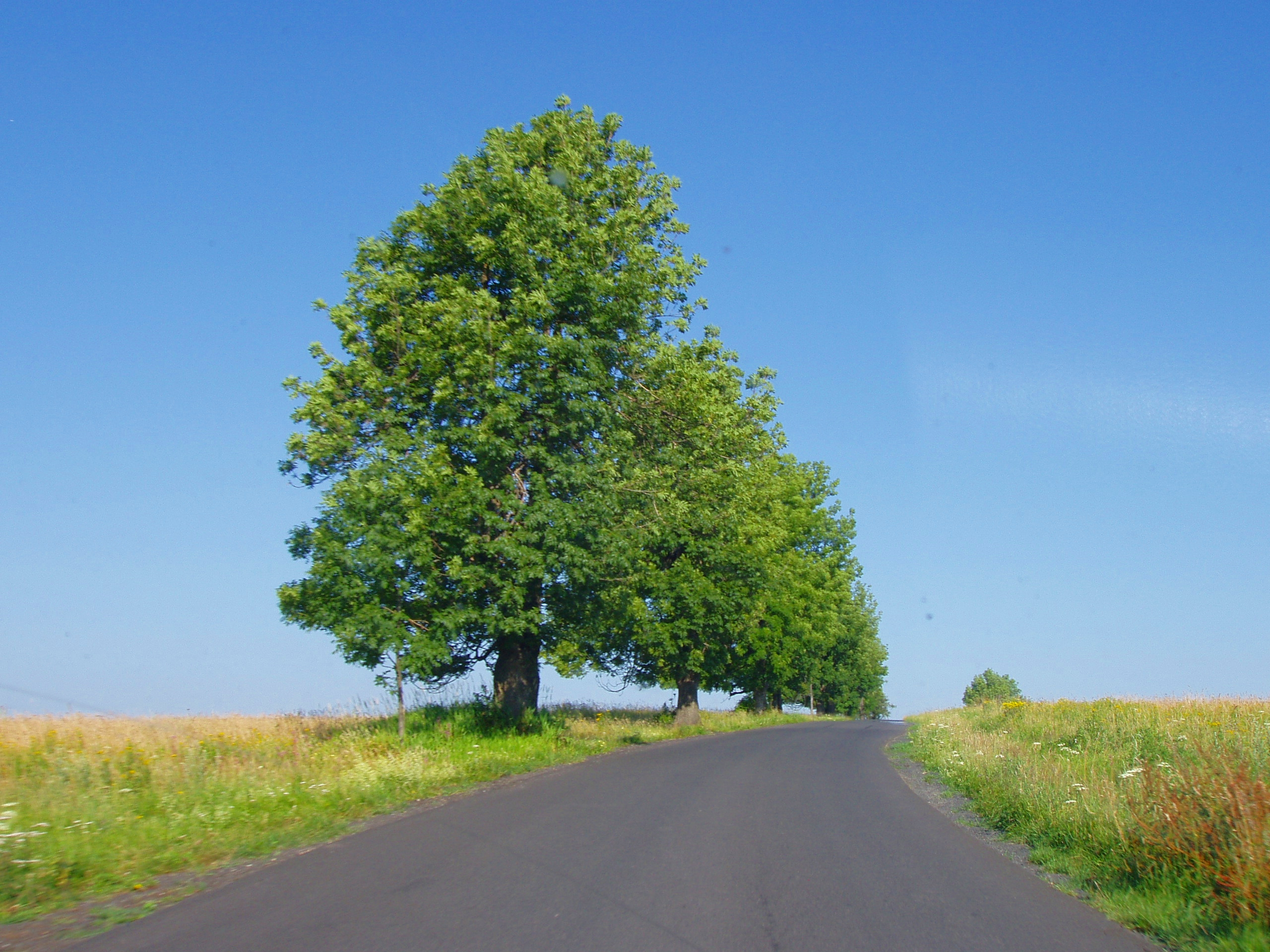
Lipová alej

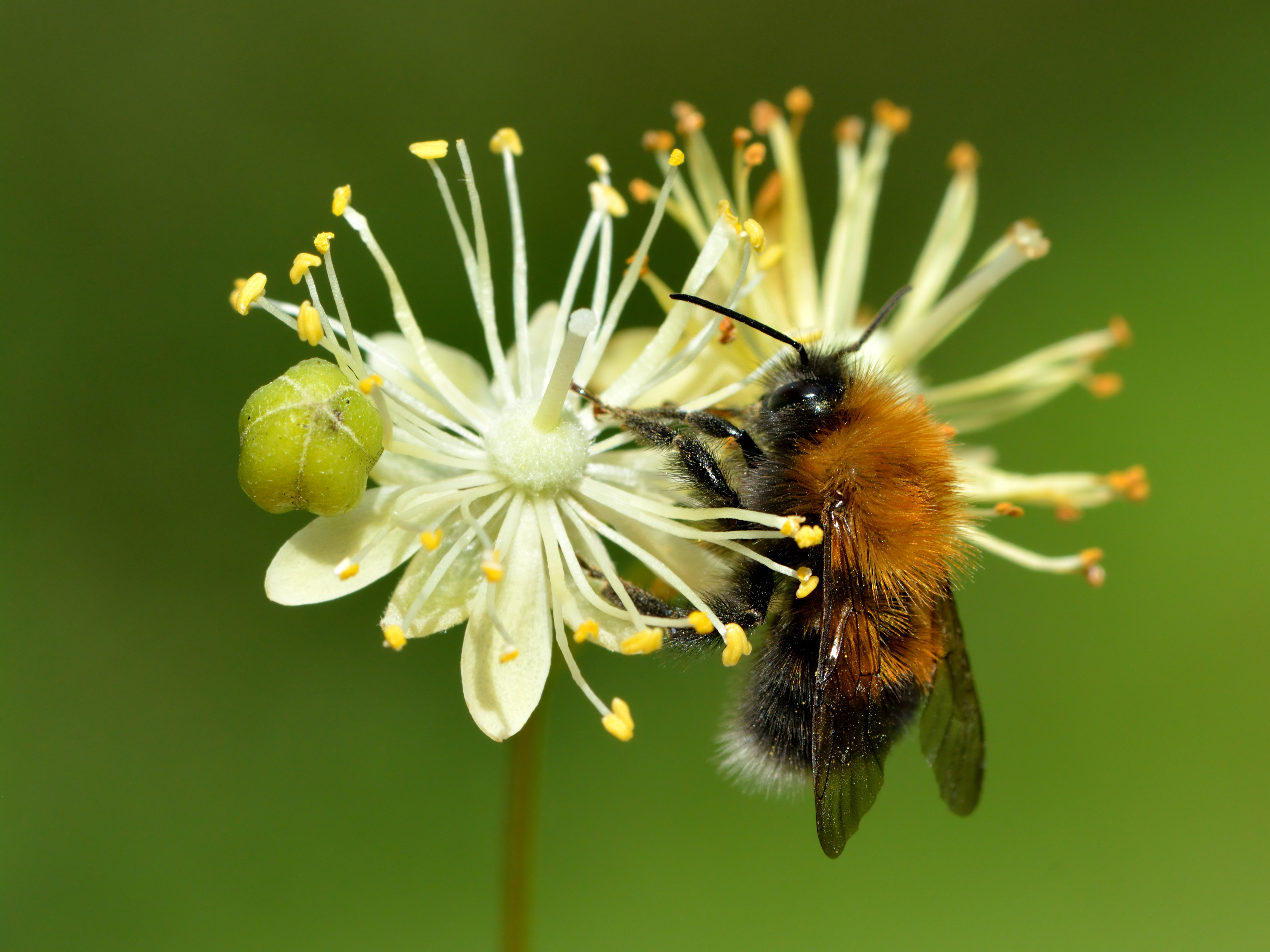

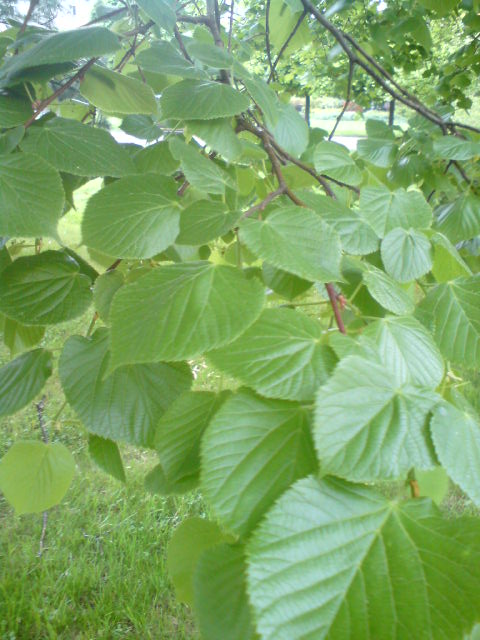
Lipové listy

Lípa malolistá je statný opadavý listnatý strom s košatou, vysoko klenutou korunou, který dorůstá 30 a více metrů. Statný kmen je pokryt tenkou, tmavou a mělce podélně zvrásnělou kůrou. Pupeny jsou černohnědé, vejcovité. Listy jsou dlouze řapíkaté, nesouměrně srdčité a lysé, pouze v úhlech velkých žilek na spodní straně listů mají rezavé chomáčky chlupů (na rozdíl od lípy velkolisté, která je má bělavé). Kvete od června do července. Květy jsou oboupohlavné, žlutavě bílé, stopka vrcholíků je téměř do poloviny srostlá s jazykovým blanitým listenem. V době květu omamně voní. Plod je jednopouzdrý kulovitý oříšek s tenkostěnným oplodím. Běžně se kříží s lípou velkolistou (výše uvedený rozpoznávací znak slouží pouze k rozlišení čistých jedinců, existenci kříženců nezohledňuje). Kříženec se nazývá lípa obecná (Tilia x vulgaris). Ve volné přírodě je celkem vzácný, často je však vysazován ve městech a parcích.

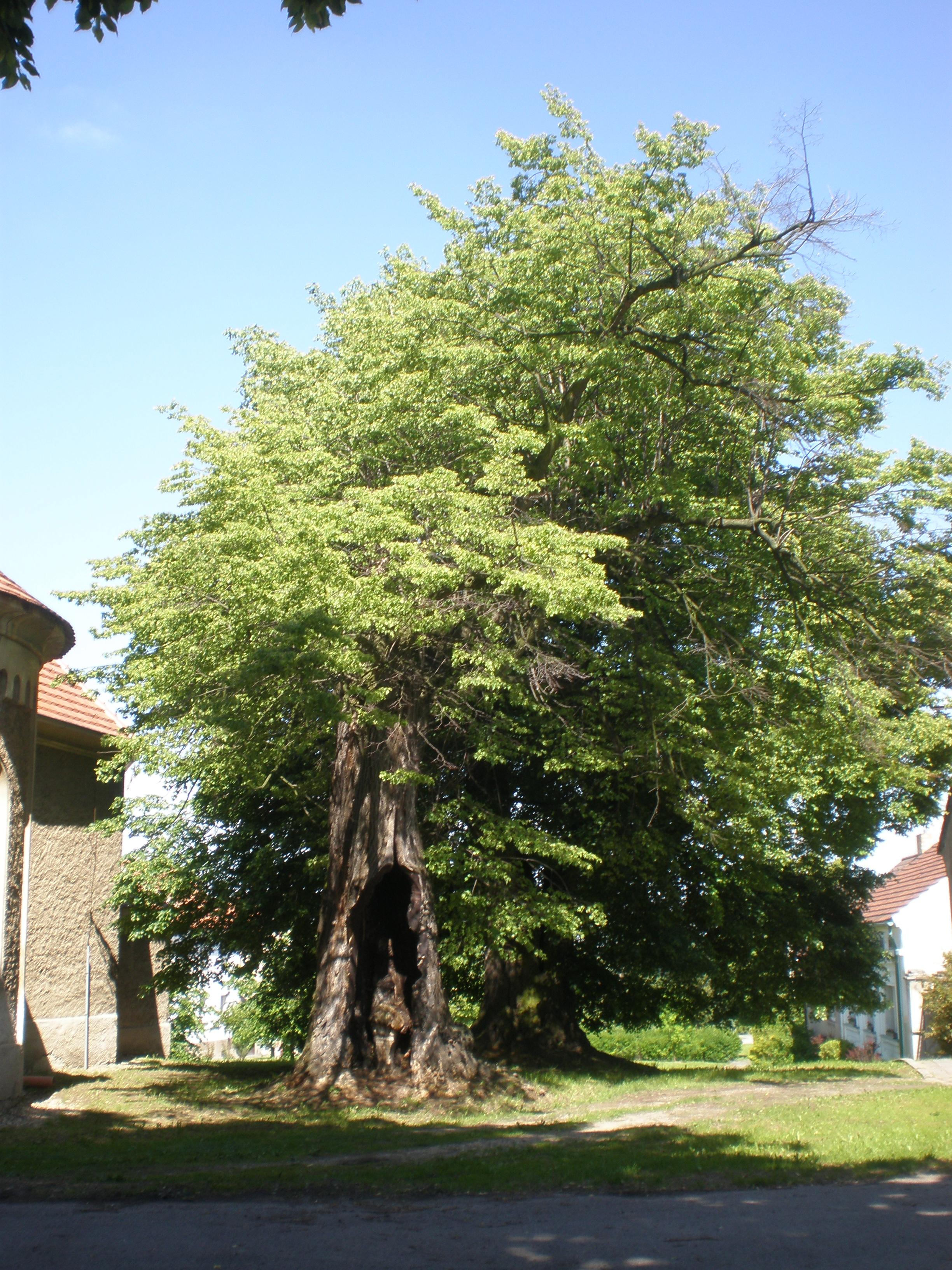
Lípa malolistá

## Výskyt
Je původní v Evropě, na V až po z. Sibiř a na Kavkaze.
Vyskytuje se prakticky po celém území České republiky, v horách nad 900 m n. m. však většinou zcela chybí. Roste hojně v listnatých a smíšených lesích od nížin do nižších horských poloh. Je typickou příměsí dubohabřin (sv. Carpinion), suťových lesů (sv. Tilio-Acerion), lipových bučin (Tilio cordatae-Fagetum) a v některých typech sušších variantách tvrdých luhů (podsv. Ulmenion). V přirozeném stavu však tvoří jen příměs v těchto lesích. Monokultury lípy malolisté jsou zpravidla uměle založeny. Často se vysazuje v parcích a stromořadích.

## Obsahové látky
Významné obsahové látky jsou obsaženy především v lipovém květu.

### Uhlovodíky
Silice obsahuje nepatrné množství alkanů, především:
- hexan
- heptan

### Kyseliny karboxylové a jejich soli
- kyselina kávová
- kyselina p-kumarová
- kyselina chlorogenová
- soli kyseliny jablečné (jablečnany)
- soli kyseliny vinné (vínany)

### Polysacharidy
Květy obsahují 3 až 10 % slizových polysacharidů, především:
- arabinogalaktany

a jiné polysacharidy, v nichž jsou obsaženy následující monosacharidy:
- rhamnosa
- galaktosa
- arabinosa
- xylosa
- manosa
- glukosa

a další složka, kterou tvoří:
- kyseliny uronové

### Flavonoidy
- hesperidin
- rutin
- hyperosid
- kvercitrin
- isokvercitrin
- astragalin
- tilirosid
- kempferol-3-O-glukosyl-7-O-rhamnosid
- kempferol-3,7-O-dirhamnosid
- kvercetin-3-O-glukosyl-7-O-rhamnosid

### Glykosidy
- tiliacin

### Terpeny
- farnesol
- geraniol
- nerolidol

### Fenoly
- eugenol
- kempferol
- tokoferol

### Třísloviny
- proantokyanidiny (kondenzované taniny)

### Stopové prvky
- jód
- mangan

## Použití

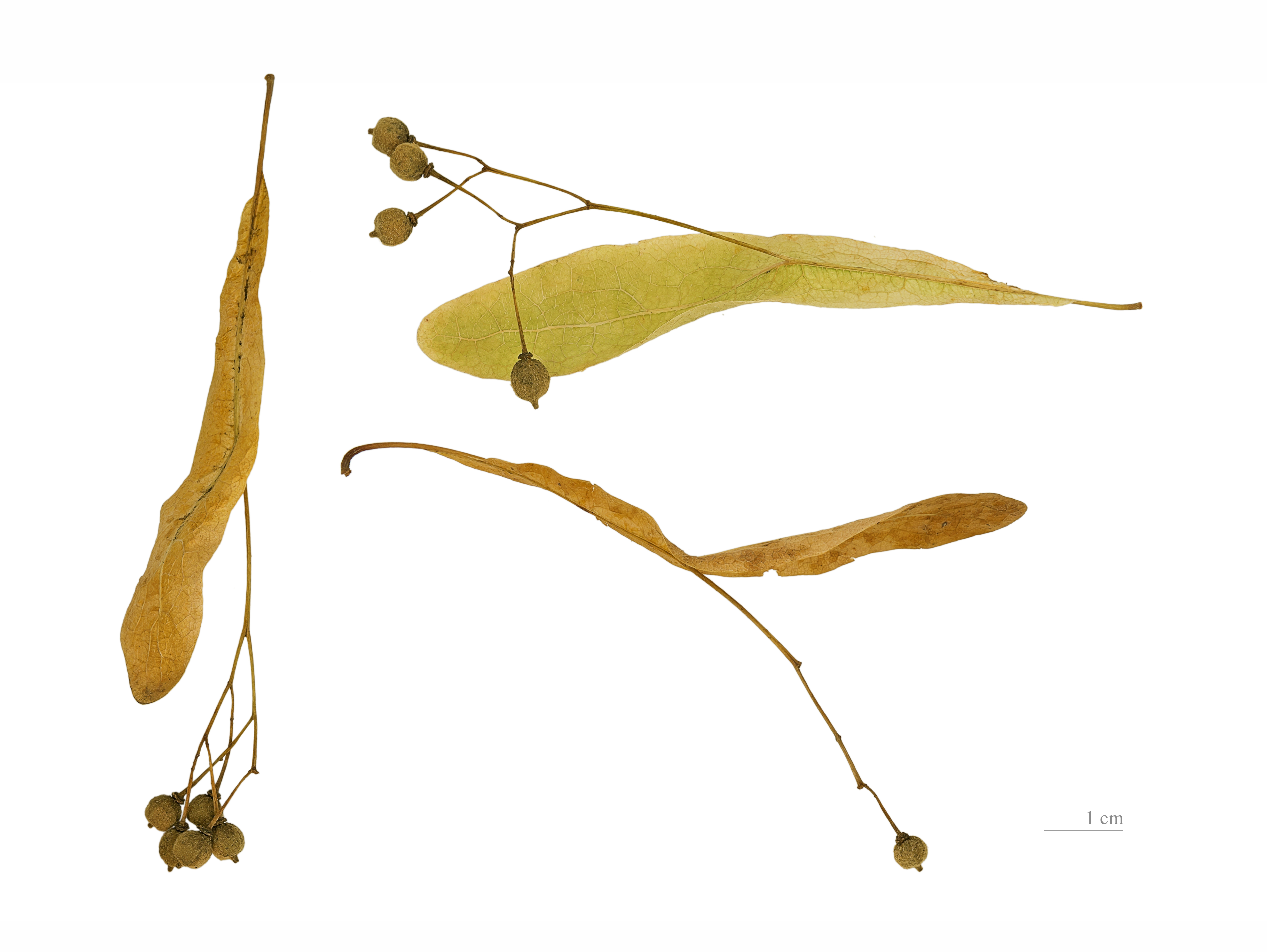
Tilia cordata

Lípa srdčitá je velmi užitečný strom. Vysazuje se pro dřevo, jako okrasný a stínicí strom, jako medonosný strom nebo pro své květy, které jsou vysoce ceněné v lidovém léčitelství.

### Dřevo
Lipové dřevo je měkké a lehké, dobře opracovatelné, vysoce ceněné řezbáři. Používá se k výrobě hudebních nástrojů, vyřezáváním zdobeného nábytku i k další řezbářské práci. Slouží jako surovina pro přípravu tzv. aktivovaného dřevěného uhlí, které má podobné vlastnosti i použití jako živočišné uhlí (viz např. Carbofit).

### Léčivé účinky
- Jako droga se užívá květ i s listenem (Flos tiliae). Sbírá se ještě před plným rozkvětem, neboť v něm nesmějí být plody. Natrhané květy se suší a používají pro přípravu lipového čaje nebo kombinovaných léčivých směsí. Při sběru je třeba dát pozor na záměnu s lípou stříbrnou nebo lípou americkou, jejichž květy nemají žádané účinky. Záměna s lípou velkolistou či s jejím křížencem s lípou malolistou není na závadu.

Účinné látky mají široké spektrum použití, neboť mají účinky antispasmodické (proti křečím), diaforetické (zvyšují pocení), sedativní (uklidňující), hypotensivní (snižující krevní tlak), zvláčňující pokožku a slabě astringentní (svíravé).
Čaj (často používaný ve směsi s bezem černým nebo hluchavkou bílou) se proto používá při onemocněních dýchacího ústrojí, zejména při nachlazení a při kašli, kde pomáhá uvolňovat hleny. Dále je užíván při potížích s ledvinami a močovým měchýřem. Uvádí se užitečnost i při slabších problémech se žlučníkem. Reguluje činnost trávicího ústrojí. Odvar pomáhá při nervovém napětí a úzkostlivosti, snižuje cholesterol a zpevňuje cévy.
- Listy spařené vodou a smíchané s vínem se používají jako obklady při popáleninách a svalových křečích.
- Nektar sbíraný včelami z květů lípy má nezaměnitelnou vůni. Ve formě lipového medu se hojně používá v lidovém léčitelství.

### Lýko
Lipové lýko se používalo k výrobě obuvi a provazů. V současnosti nachází uplatnění v košíkářství a při výrobě dekorací.

## Památné stromy a aleje

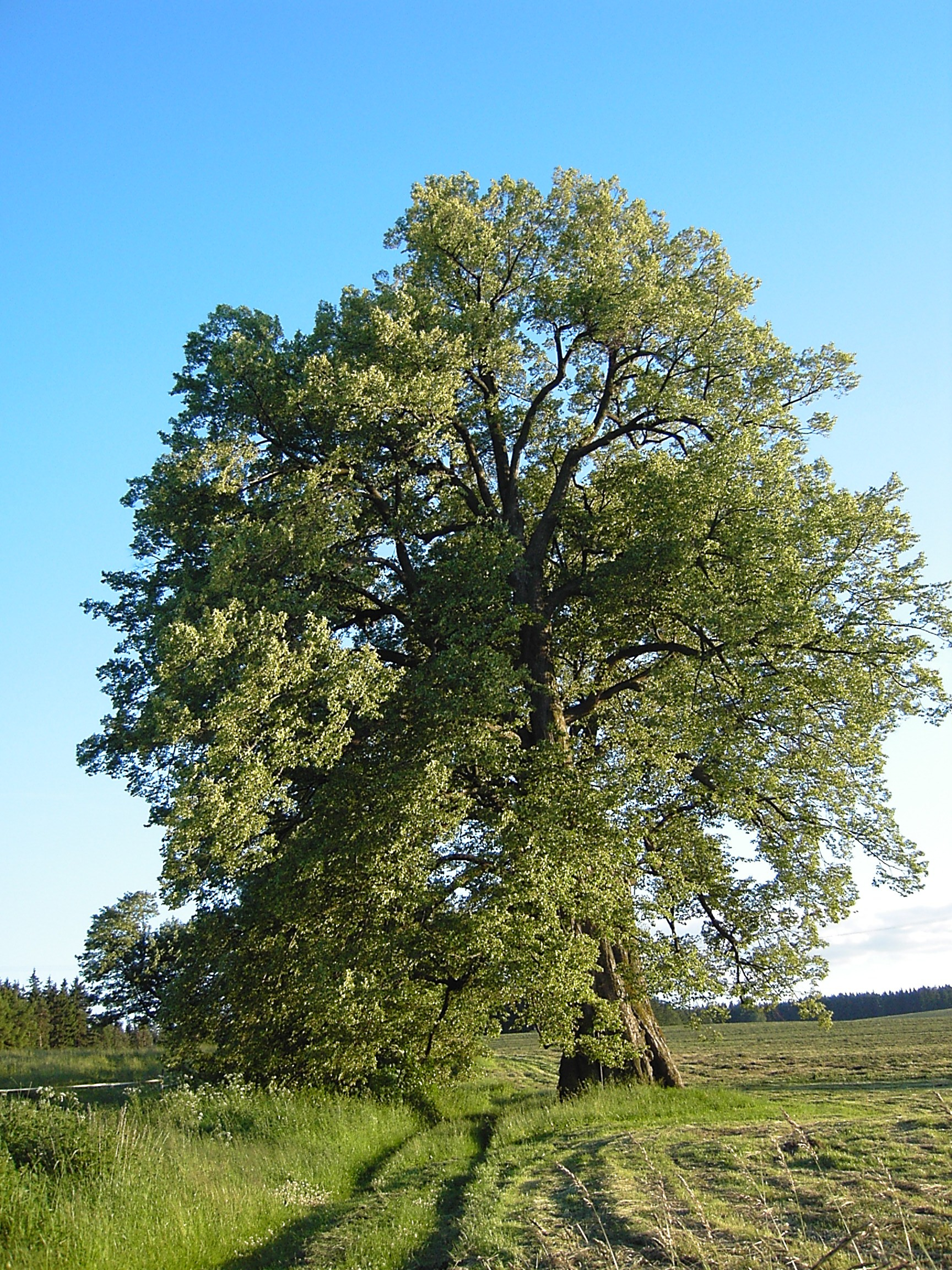
600 let stará lípa malolistá v Lipce u Horního Bradla

Nejmohutnější památné lípy malolisté České republiky:
- Tatrovická lípa – 1122 cm (1998)
- Horní Popovská lípa – 907 cm (2004)
- Lípa v Lipce – 870 cm (2001)
- Tajemná lípa – 856 cm (2002)

Některé stromy (vlivem věku, chorob či povětrnostních podmínek) již o část kmene přišly, takže rekordních hodnot dosáhly v minulosti. Je to například zmíněná Tatrovická lípa, která měla do vichřice roku 1997 obvod 1650 cm, Lípa na Babí, jejíž kmen o 947 cm poškodil blesk, zaniklá Lípa v Křemenité s původním obvodem 946 cm, Maškovická lípa s částečně odumřelým kmenem, který dříve dosahoval 933 cm a Jemčinská lípa, která o původní kmen o obvodu přes 850 cm přišla roku 2006.
Za nejstarší živé lípy malolisté jsou považované Žeberská lípa (přes 700 let), Lípa v Lipce (600 let), Lípa na Babí (550 let), Maškovická lípa (500 let) a Horní Popovská lípa (přes 400 let).
Dále viz články v kategorii Památné lípy malolisté.

### Aleje
- Alej ke sv. Anně
- Alej u minerálního pramene
- Alej u náhonu
- Alej vzdechů
- Alfrédovská alej
- Kilometrovka
- Krušecká lipová alej
- Lipová alej ve Žlebech
- Lipové stromořadí v Rosicích
- Trhanovská alej
- Valdštejnova alej